# Сутягин, Борис Васильевич
Борис Васильевич Сутягин — советский военный, государственный и политический деятель, контр-адмирал (3.8.1953). вице-адмирал (9.5.1961).

## Биография
Родился в 1910 году в Санкт-Петербурге. Член КПСС с 1932 году.
Окончил вечерний рабфак в Ленинграде (1931), один курс Ленинградского ин-та инженеров коммунального строительства (1932), ВМУ им. М. В. Фрунзе (6.1932—6.1936), командный фак-т ВМА им. К. Е. Ворошилова (10.1937—11.1939) отозван, военно-мор. фак-т ВВА им. К. Е. Ворошилова (1.1951—11.1952).
Ком-p учеб. группы и преподаватель ВМУС им. Г. К. Орджоникидзе (6.1936—10.1937). Пом. нач-ка 3-го (11—12.1939), 9-го (12.1939—7.1940) отд-й 1-го операт. (отдела) ГМШ ВМФ.
Участник Вел. Отеч. войны. Ком-p по операт. части 3-го (7.1940—8.1943), ком-р-оператор 1-го (8.1943—1.1944 — Сев. театр) отделов ОУ ГМШ ВМФ. Офицер-оператор 1-го отд-я 1-го (операт.-планового) отдела (1—5.1944), ст. офицер-оператор того же отдела (5—10.1944) штаба флота, нач-к 1-го отд-я (операт. и БП) штаба Печенгской ВМБ (10.1944—9.1945), ком-p ОВРа той же ВМБ (9.1945—7.1946), нач-к операт. отд-я — зам. нач-ка штаба Кольского МОР (7—11.1946) СФ. Принимал непосредственное участие в операциях по охранению союзных конвоев.
Ст. офицер 3-го (Южн. театр) отдела ОУ ГШ ВМС (11.1946—1.1948). Зам. нач-ка штаба Каспийской фл-и (1.1948—1.1951). В распоряжении УК ВМС (11—12.1952). Нач-к ОУ — 1-й зам. нач-ка штаба 7-го ВМФ (12.1952—5.1953), нач-к штаба СТОФ (5.1953—11.1955). Ком-р Совгаванской ВМБ (11.1955—12.1958), зам. команд, по тылу — нач-к тыла ТОФ и ЧВС флота (12.1958—7.1964). Нач-к вспомогат. флота и АСС ВМФ (7.1964—11.1967). Ст. воен. советник команд. ВМФ ОАР (11.1967—8.1969). В распоряжении ГК ВМФ (8.1969-—7.1970). Делегат XX съезда КПСС. С июля 1970 — в запасе по болезни.
Награжден орд. Ленина (1956), Красного Знамени (1953), 2 орд. Отечественной войны I ст. (1944, 1985), 3 орд. Красной Звезды (1945, 1947, 1967), медалями СССР, РФ и КНР, именным оружием (1960), знаком «50 лет пребывания в КПСС».
Похоронен на Митинском кладбище.